# St. Jakob (Schrobenhausen)

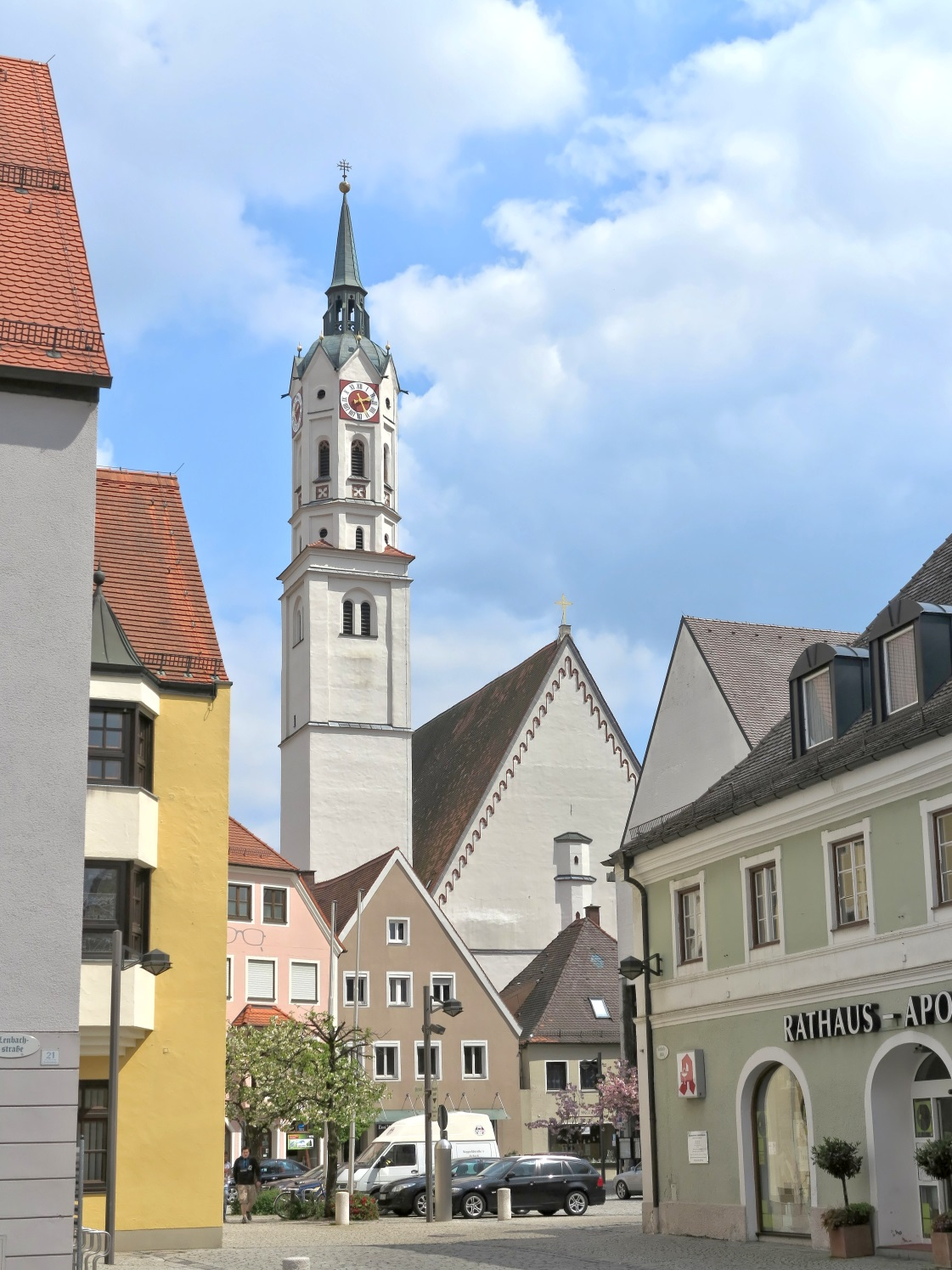
Kirche St. Jakob in Schrobenhausen

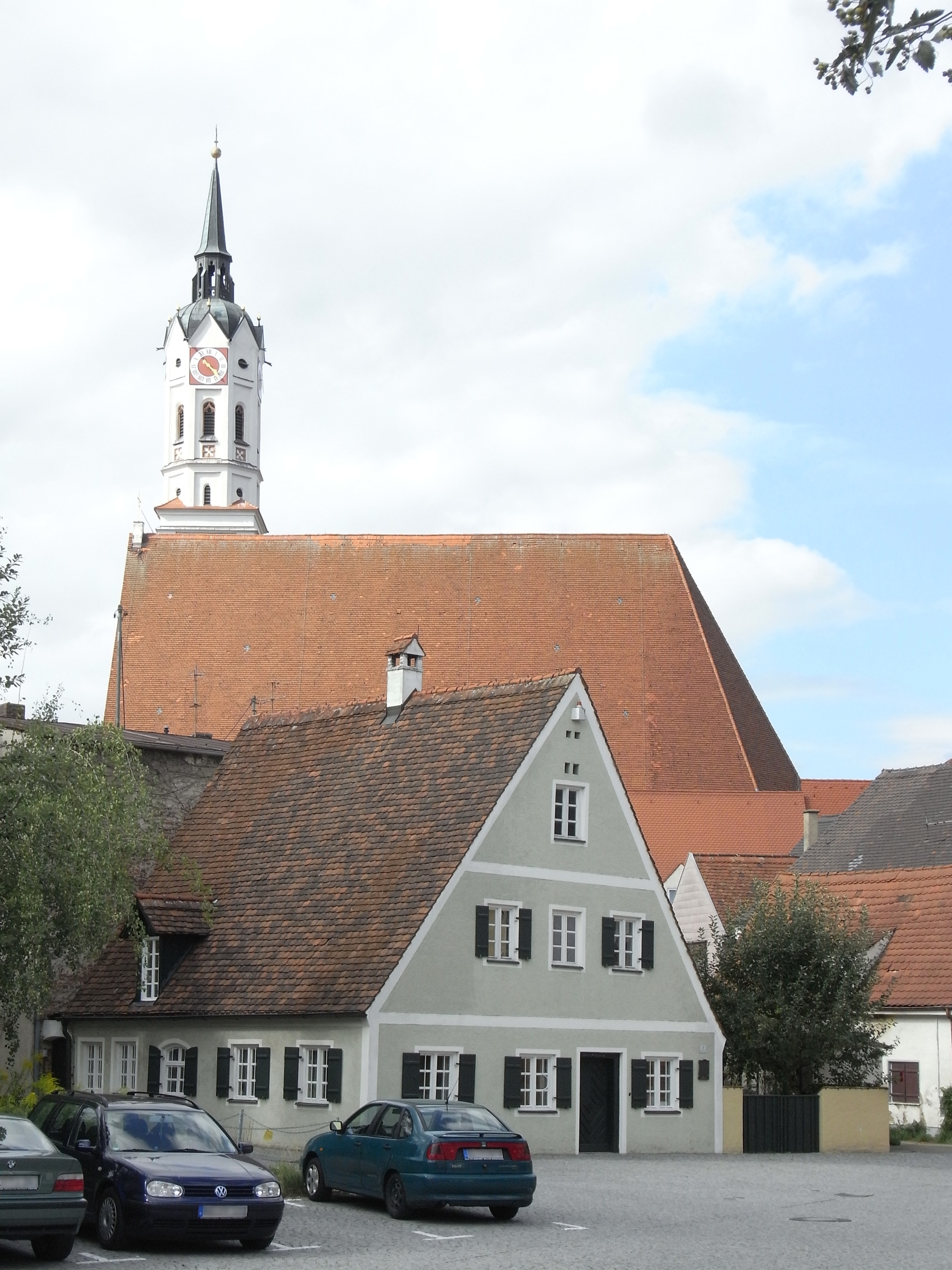
Das Dach im Stadtbild

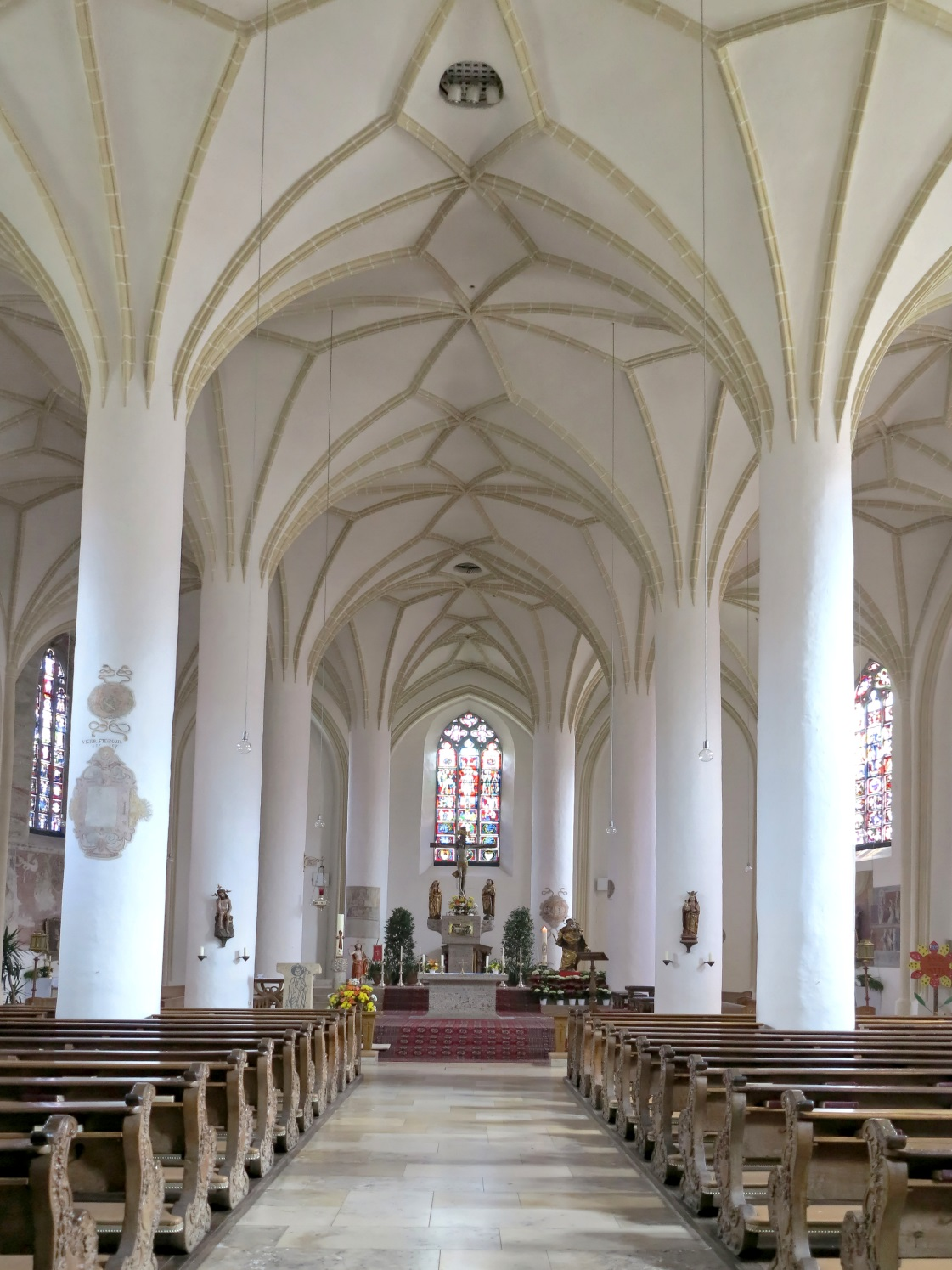
Blick durch den Innenraum

St. Jakob ist die katholische Stadtpfarrkirche in Schrobenhausen. Sie beherrscht die Stadtsilhouette von Schrobenhausen und wird von der Gemeinde St. Jakob Schrobenhausen im Bistum Augsburg genutzt.
Der Ort Schrobenhausen befindet sich an einem Zubringerweg nach Santiago de Compostela. Vermutlich deshalb ist die Kirche dem heiligen Jakobus dem Älteren geweiht.

## Gebäude
Der spätgotische verputzte Ziegelbau ist eine dreischiffige, fünfjochige Hallenkirche mit Umgangschor. Die Errichtung dauerte von 1450 bis etwa 1480. Einfluss auf die Architektur hatte das Ingolstädter Liebfrauenmünster.
Die Strebepfeiler auf der Südseite sind mit Maßwerk geschmückt.
Äußerlich imponieren der Turm mit Oktogon und Spitzhelm über Dreiecksgiebeln (1617–1624 erhöht) und der hohe Dachstuhl aus der Entstehungszeit der Kirche.
Der Innenraum wird von einem Sternrippengewölbe über kämpferlosen Rundpfeilern ohne Gurt- und Scheidbögen abgeschlossen und zeigt dadurch eine starke Vereinheitlichung des Raumes. Ebenfalls ein Sterngewölbe, aber mit Backsteinrippen, hat die angebaute Franziskuskapelle über der Sakristei, ehemals der Karner. Im Jahr 1461 wurden Wandmalereien mit einem Marienzyklus über dem Sakristeieingang und östlich davon mit den 15 Zeichen vor dem Jüngsten Gericht sowie einer Kreuzigung an der Südwand geschaffen.

## Ausstattung
An der bildnerischen Ausstattung im Inneren ist eine Kreuzigungs- und Ölberggruppe sehenswert, geschaffen um 1500. Beichtstühle im Chorumgang und Wangen des Laiengestühls wurden 1754 von Anton Wiest geschaffen. Figuren der Heiligen Petrus und Paulus aus der Zeit um 1700/10 sind weiter zu erwähnen. In der Vorhalle steht ein Gedenkstein für Herzog Ludwig den Gebarteten von 1419. Die farbigen Fenster wurden nach dem Zweiten Weltkrieg von Josef Dering gestaltet.

## Orgel

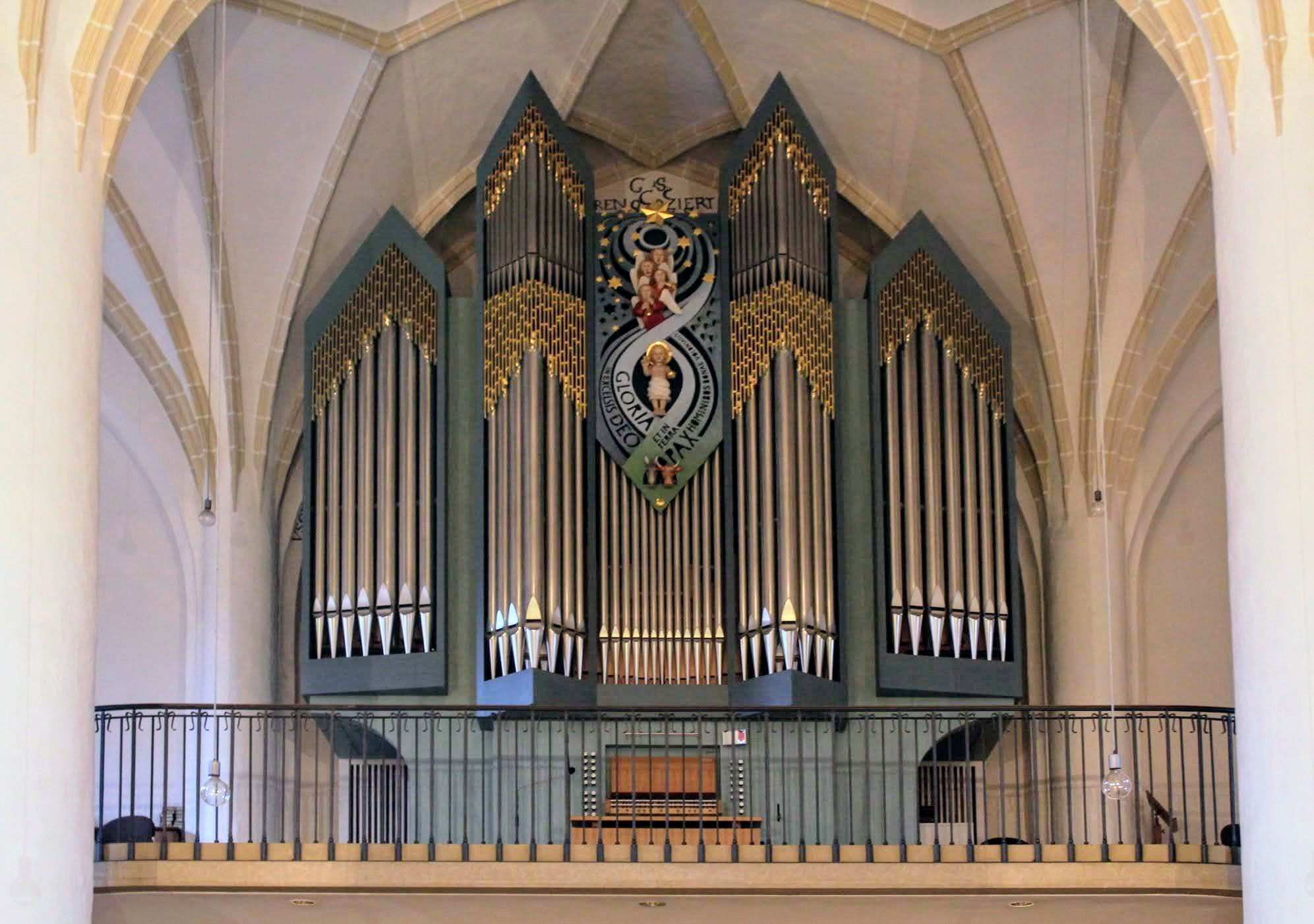
Die Orgel

Die Orgel wurde 2009 von Mathis Orgelbau (Näfels, Schweiz) erbaut. Das Schleifladen-Instrument hat 30 Register auf zwei Manualwerken und Pedal.
| I Hauptwerk C–g3 |               |       |
| 1.               | Bourdon       | 16′   |
| 2.               | Principal     | 8′    |
| 3.               | Rohrflöte     | 8′    |
| 4.               | Gambe         | 8′    |
| 5.               | Octave        | 4′    |
| 6.               | Spitzflöte    | 4′    |
| 7.               | Doublette     | 2′    |
| 8.               | Mixtur III–IV | 1 ⁄3′ |
| 9.               | Trompete      | 8′    |
| 10.              | Cornet III    | 2 ⁄3′ |
|                  | Cymbelstern   |       |

| II Schwellwerk C–g3 |                 |        |
| 11.                 | Grossgedackt    | 8′     |
| 12.                 | Salicional      | 8′     |
| 13.                 | Vox coelestis   | 8′     |
| 14.                 | Fugara          | 4′     |
| 15.                 | Traversflöte    | 4′     |
| 16.                 | Nasat           | 2 ⁄3′  |
| 17.                 | Waldflöte       | 2′     |
| 18.                 | Terz            | 1 3⁄5′ |
| 19.                 | Scharf IV       | 2′     |
| 20.                 | Trompette harm. | 8′     |
| 21.                 | Basson-Hautbois | 8′     |
| 22.                 | Clairon         | 4′     |
|                     | Tremulant       |        |

| Pedalwerk C–f1 |               |         |
| 23.            | Violonbass    | 16′     |
| 24.            | Subbass       | 16′     |
| 25.            | Quintbass     | 10 2⁄3′ |
| 26.            | Octavbass     | 8′      |
| 27.            | Gedecktbass   | 8′      |
| 28.            | Choralbass    | 4′      |
| 29.            | Posaune       | 16′     |
| 30.            | Trompetenbass | 8′      |

- Koppeln: II/I, I/P, II/P